# I. Frigyes Ágost szász király
I. Frigyes Ágost (németül: Friedrich August I., lengyelül: Fryderyk August I; Drezda, Szászország, 1750. december 23. – Drezda, Szászország, 1827. május 5.), a Wettin-ház Albert-ágából származó utolsó szász választófejedelem 1763 és 1806 között, majd Szászország első királya 1806-tól 1827-ben bekövetkezett haláláig. 1807 és 1815 között, I. Napóleon császár csatlósaként Varsó hercege is volt.

## Élete

### Származása
Édesapja a Wettin-ház Albert-ágából származó Frigyes Keresztély szász választófejedelem (1722–1763) volt, III. Ágost lengyel király (1696–1763) és Habsburg Mária Jozefa főhercegnő (1699–1757) legidősebb túlélő fia, Albert Kázmér szász–tescheni herceg bátyja, apai ágon Erős Ágost lengyel király és szász választófejedelem, anyai ágon I. József német-római császár unokája.
Édesanyja a Wittelsbach-házból származó Mária Antónia Walpurga bajor hercegnő (1724–1780) volt, VII. Károly német-római császár (1697–1745) és Habsburg Mária Amália főhercegnő (1701–1756) leánya, apai ágon a törökverő II. Miksa Emánuel bajor választófejedelem, anyai ágon I. József német-római császár unokája. (Szülei elsőfokú unokatestvérek voltak, lévén a két nagymama, Mária Jozefa és Mária Amália édestestvérek, I. József császár leányai).
Szülei házasságából 9 gyermek született, ketten közülük születésük órájában meghaltak. A túlélők között Frigyes Ágost volt a legidősebb:
1. Fiúgyermek (*/† 1748), születésekor meghalt.
2. Frigyes Ágost József herceg (1750–1827), 1763-tól III. Frigyes Ágost néven választófejedelem, 1806-tól I. Frigyes Ágost néven Szászország királya.
3. Károly Miksa Mária herceg (1752–1781), 1763-tól a trón várományosa.
4. József Mária Lajos herceg (1754–1763), fiatalon meghalt.
5. Antal Kelemen Tivadar herceg (1755–1836), 1781-től trónörökös, 1827-től I. Antal néven Szászország királya.
6. Mária Amália Anna hercegnő (1757–1831), aki 1774-ben III. Károly Ágosthoz, Pfalz–Birkenfeld–Zweibrücken hercegéhez (1746–1795) ment feleségül.
7. Miksa Mária József herceg (1759–1838), 1827-től koronaherceg, aki 1792-ben Karolina Mária Bourbon–parmai hercegnőt (1770–1804), majd 1822-ben Mária Lujza Sarolta Bourbon–parmai hercegnőt (1802–1857) vette feleségül.
8. Terézia Mária Jozefina hercegnő (1761–1820).
9. Fiúgyermek (*/† 1762), születésekor meghalt.

### Uralkodása
Apjától a trónt 1763-ban vette át, Szászország választófejedelmeként. Uralkodásának első öt évében anyja, az özvegy választófejedelem-asszony, Bajorországi Mária Antónia hercegné töltötte be a régens szerepét. 1805-ben I. Frigyes Ágost néven Szászország királya lett. 
1807-től I. Frigyes Ágost néven (lengyelül Fryderyk August I) varsói herceg.
Napóleon császárral kötött szövetségi szerződése azt eredményezte, hogy az 1813-ban megvívott csaták elvesztése után az oroszok megszállták országát. A királyság szuverenitását csak hosszabb, területének majdnem kétharmadát elpusztító harcok árán tudta megtartani. 
1827-ben bekövetkezett halála után a drezdai katolikus székesegyházban (Katholische Hofkirche), a Wettin-család kriptájában temették el. Öccse, Antal követte őt a Szász Királyság trónján.